# Al-Hadir
Al-Hadir (arab. الحاضر) – miasto w Syrii, w muhafazie Aleppo. W 2004 roku liczyło 8550 mieszkańców.